# 트리엔날레
트리엔날레(이탈리아어: triennale)는 3년마다 개최되는 국제적인 미술 전시회를 일컫는다. '트리엔날레'는 이탈리아어로 '3년마다'라는 뜻이다. 
가장 오래된 것은 1929년에 시작된 '밀라노 트리엔날레'로, 이것은 디자인을 중심으로 한 국제전이나 그외에도 여러 장르가 있다. 미술을 주로 한 '인도 트리엔날레'(봄베이에서 개최)도 있다.

## 세계의 트리엔날레

### 일본
- 세토우치 트리엔날레
- 요코하마 트리엔날레

## 같이 보기
- 비엔날레